# Aiphanes grandis
Aiphanes grandis är en enhjärtbladig växtart som beskrevs av Finn Borchsenius och Henrik Balslev. Aiphanes grandis ingår i släktet Aiphanes och familjen Arecaceae. IUCN kategoriserar arten globalt som starkt hotad. Inga underarter finns listade i Catalogue of Life.